# Pontru
Pontru és un municipi francès situat al departament de l'Aisne i a la regió dels Alts de França. L'any 2007 tenia 305 habitants.

## Demografia

### Població
El 2007 la població de fet de Pontru era de 305 persones. Hi havia 101 famílies de les quals 16 eren unipersonals (4 homes vivint sols i 12 dones vivint soles), 20 parelles sense fills, 57 parelles amb fills i 8 famílies monoparentals amb fills.
La població ha evolucionat segons el següent gràfic:
Habitants censats

### Habitatges
El 2007 hi havia 115 habitatges, 105 eren l'habitatge principal de la família, 5 eren segones residències i 5 estaven desocupats. Tots els 114 habitatges eren cases. Dels 105 habitatges principals, 82 estaven ocupats pels seus propietaris, 21 estaven llogats i ocupats pels llogaters i 2 estaven cedits a títol gratuït; 3 tenien dues cambres, 13 en tenien tres, 22 en tenien quatre i 66 en tenien cinc o més. 76 habitatges disposaven pel capbaix d'una plaça de pàrquing. A 41 habitatges hi havia un automòbil i a 50 n'hi havia dos o més.

### Piràmide de població
La piràmide de població per edats i sexe el 2009 era:
| Homes | Edats   | Dones |
| ----- | ------- | ----- |
| 0     | 95 o +  | 0     |
| 0     | 90 a 94 | 0     |
| 0     | 85 a 89 | 0     |
| 0     | 80 a 84 | 4     |
| 8     | 75 a 79 | 4     |
| 4     | 70 a 74 | 12    |
| 0     | 65 a 69 | 0     |
| 8     | 60 a 64 | 16    |
| 4     | 55 a 59 | 0     |
| 0     | 50 a 54 | 4     |
| 8     | 45 a 49 | 12    |
| 8     | 40 a 44 | 0     |
| 4     | 35 a 39 | 20    |
| 16    | 30 a 34 | 20    |
| 8     | 25 a 29 | 8     |
| 8     | 20 a 24 | 4     |
| 8     | 15 a 19 | 4     |
| 8     | 10 a 14 | 4     |
| 16    | 5 a 9   | 28    |
| 12    | 0 a 4   | 4     |

## Economia
El 2007 la població en edat de treballar era de 174 persones, 124 eren actives i 50 eren inactives. De les 124 persones actives 109 estaven ocupades (62 homes i 47 dones) i 15 estaven aturades (8 homes i 7 dones). De les 50 persones inactives 14 estaven jubilades, 16 estaven estudiant i 20 estaven classificades com a «altres inactius».

### Ingressos
El 2009 a Pontru hi havia 102 unitats fiscals que integraven 290,5 persones, la mediana anual d'ingressos fiscals per persona era de 15.934 €.

### Activitats econòmiques
Dels 3 establiments que hi havia el 2007, 1 era d'una empresa de construcció, 1 d'una empresa de transport i 1 d'una empresa de serveis.
L'únic servei als particulars que hi havia el 2009 era un paleta.
L'any 2000 a Pontru hi havia 6 explotacions agrícoles.

## Equipaments sanitaris i escolars
El 2009 hi havia una escola elemental integrada dins d'un grup escolar amb les comunes properes formant una escola dispersa.

## Poblacions més properes
El següent diagrama mostra les poblacions més properes.